# Erhard Bühler

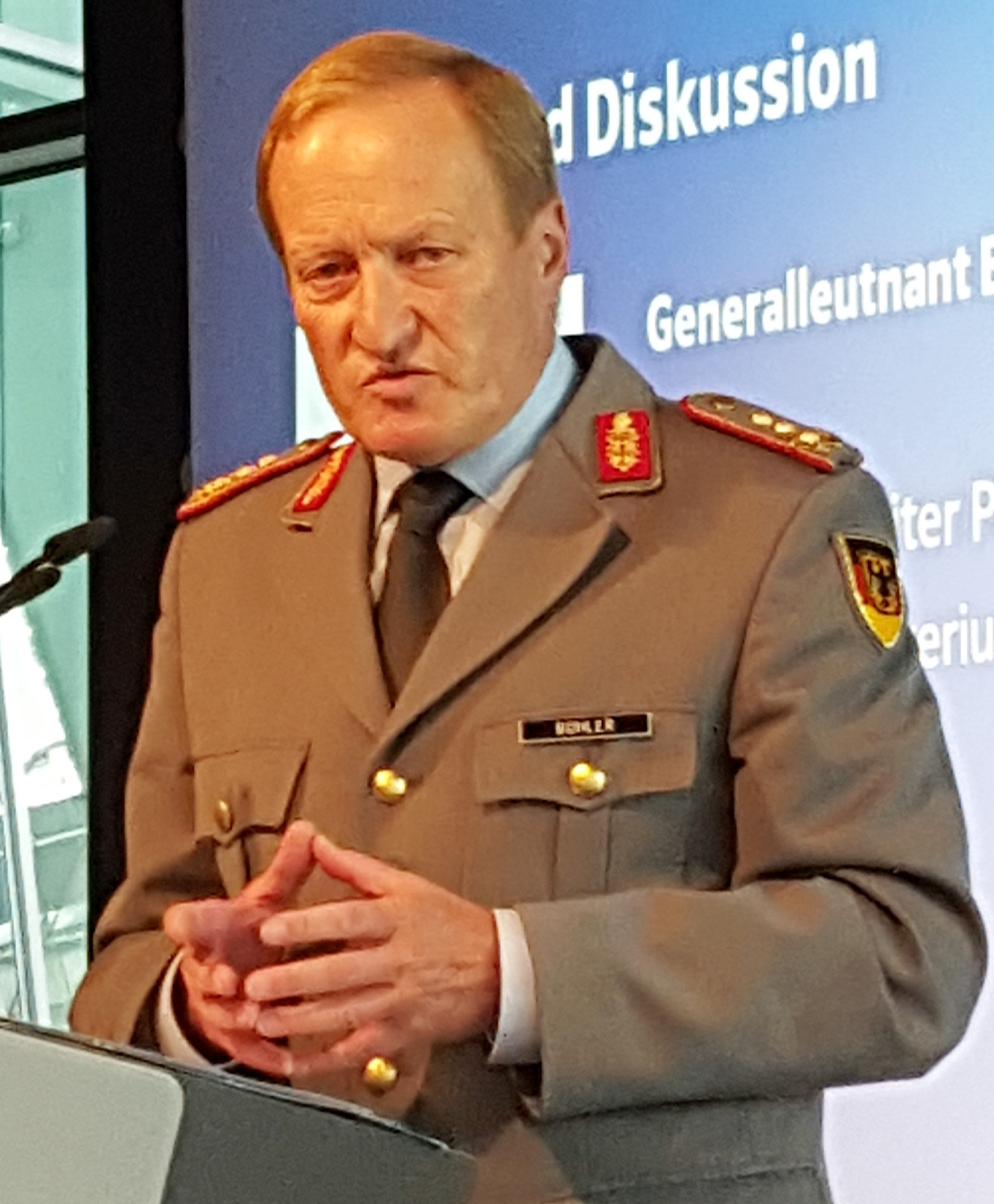
Bühler (2017)

Erhard Bühler (* 20. Januar 1956 in Aichach) ist ein General des Heeres außer Dienst der Bundeswehr. Er war in letzter Verwendung unter (temporärer) Ernennung zum General vom 31. Mai 2019 bis zum 22. April 2020 Commander des Allied Joint Forces Command der NATO in Brunssum (Niederlande). Seit August 2024 ist er Präsident der Clausewitz-Gesellschaft.

## Leben
Bühler wurde im bayerischen Aichach geboren und wuchs in Regensburg auf. Er ist verheiratet und hat einen Sohn.

### Militärische Laufbahn

#### Ausbildung und erste Verwendungen
Bühler trat am 1. Juli 1976 beim Instandsetzungsbataillon 4 in Hemau in den Dienst der Bundeswehr. Bis 1982 erfolgte die Ausbildung zum Offizier, wobei er von 1977 bis 1981 ein Studium des Maschinenbaus an der Universität der Bundeswehr Hamburg absolvierte und dies als Diplom-Ingenieur für Maschinenbau abschloss.
Nach dem Studium war Bühler in Neumünster von 1982 bis 1984 als Technischer Offizier beim Fernmeldebataillon 6 eingesetzt. 1984 erfolgte die Versetzung nach Wolfenbüttel, wo er als Hauptmann bis 1987 den Posten des Kompaniechefs der Instandsetzungsausbildungskompanie 5/1 übernahm. Von 1987 bis 1988 war er als Hörsaalleiter in der Offizieranwärterausbildung an der Technischen Schule des Heeres in Aachen eingesetzt.

#### Dienst als Stabsoffizier
Von 1988 bis 1990 absolvierte er den 31. Generalstabslehrgang Heer an der Führungsakademie der Bundeswehr in Hamburg, wo er zum Offizier im Generalstabsdienst ausgebildet wurde. Nach der Beförderung zum Major war er von 1990 bis 1992 als Referent im Führungsstab der Streitkräfte (FüS) eingesetzt und diente zudem als Stabsoffizier beim Stabsabteilungsleiter für Militärisches Nachrichtenwesen (FüS II) im Bundesverteidigungsministerium in Bonn. Von 1992 bis 1993 absolvierte Bühler am Command and General Staff College in Fort Leavenworth, Kansas, die US-Generalstabsausbildung.
Zurück in Deutschland war Bühler von 1993 bis 1995 als Operationsstabsoffizier (G3) im Stab des I. Korps in Münster unter dem Kommando von Hannsjörn Boës. Im Anschluss an diese Stabsverwendungen übernahm Bühler von 1995 bis 1998 mit dem Instandsetzungsbataillon 11 in Delmenhorst als Oberstleutnant ein Truppenkommando. Von 1998 bis 1999 diente er abermals im Verteidigungsministerium in Bonn, diesmal als Referent im Büro des Staatssekretärs Peter Wichert.
Im Anschluss daran erfolgte die Versetzung nach Potsdam, wo Bühler von 1999 bis 2000 als Abteilungsleiter Operationen und Ausbildung (G3) im Stab des IV. Korps unter dem Kommando von Rainer Schuwirth diente. Von 2000 bis 2001 diente Oberst Bühler als Referatsleiter für Konzeption und Heeresentwicklung im Führungsstab des Heeres (FüH III 2) in Bonn unter dem Kommando des Chefs des Stabes Rolf Bernd und dem Inspekteur des Heeres Helmut Willmann.
Bühler blieb im Verteidigungsministerium und diente vom 1. April 2001 bis zum 19. Juli 2002 als Adjutant des Bundesministers der Verteidigung Rudolf Scharping (SPD). Nach der Entlassung Scharpings an diesem Tag und damit kurz vor der Bundestagswahl 2002 übernahm der damalige Fraktionsvorsitzende Peter Struck (SPD) gleichtags den Posten des Verteidigungsministers. Bühler verblieb auf seinem Posten als Adjutant des Ministers und diente in dieser Verwendung bis August 2003.
In dieser Position agierte Bühler als Teil des Leitungskollegiums im Ministerium zusammen mit dem Minister, den beamteten und parlamentarischen Staatssekretären, dem Generalinspekteur der Bundeswehr, General Wolfgang Schneiderhan, und war so an der Entwicklung des Transformationsprozesses der Bundeswehr von den Strukturen des Kalten Krieges hin zu einer „Armee im Einsatz“ beteiligt. Bühlers Nachfolger als Adjutant des Ministers wurde Lutz Niemann, mit dem Bühler gemeinsam die Generalstabsausbildung absolviert hatte.

#### Dienst im Generalsrang
Bühler übernahm zum 22. August 2003 in Amberg von Bruno Kasdorf das Kommando über die Panzerbrigade 12 und wurde in dieser Verwendung auch zum Brigadegeneral ernannt. Zudem war er in dieser Funktion von Mai bis November 2004 im Auslandseinsatz als Kommandeur des 9. deutschen Einsatzkontingents unter dem NATO-Mandat KFOR in Prizren im Kosovo. Damit war er zugleich stellvertretender Kommandeur der Multinationalen Brigade Südwest unter dem Kommando des italienischen Brigadegenerals Danilo Errico. Am 20. Februar 2006 übergab Bühler die Brigade an seinen Nachfolger, wiederum Lutz Niemann, und wurde zurück in das Verteidigungsministerium versetzt.
Hier war er von 2006 bis 2008, noch immer unter dem damaligen Generalinspekteur Schneiderhan, als Stabsabteilungsleiter V zuständig für die Einsatzplanung der Bundeswehr. Zum 1. Juni 2008 wurde die Stabsabteilung ausgegliedert und als neuer Einsatzführungsstab zuerst in Bonn und dann in Berlin direkt dem Generalinspekteur Wolfgang Schneiderhan unterstellt, um die Aufgaben und Kompetenzen zu Fragen der Auslandseinsätze zu bündeln. In der Funktion des Leiters dieses Stabes wurde Bühler zum Generalmajor ernannt und arbeitete mit seinem militärischen Stellvertreter Dieter Warnecke zusammen. Die Leitung des Einsatzführungsstabes übergab er nach einem Jahr, am 27. August 2009, an Andreas Krause.
Zuvor hatte Bühler bereits am 29. Juli 2009 die Nachfolge von Markus Bentler und damit das Kommando über die 10. Panzerdivision in Sigmaringen übernommen. Bis zur Übergabe seines bisherigen Dienstpostens führte er offiziell sowohl die 10. Panzerdivision als auch den Einsatzführungsstab.
Zusätzlich übernahm Bühler am 1. September 2010 – ebenfalls von Bentler – die Führung der KFOR in Priština (Kosovo). An Bühlers Stelle in Sigmaringen trat für ein Jahr sein Stellvertreter, Manfred Hofmeyer, da Bühler wieder nach Sigmaringen zurückkehren sollte. Der Dienstposten des KFOR-Befehlshabers wurde aufgrund der Verkleinerung der KFOR-Truppe zeitgleich mit der Übernahme durch Bühler vom Dienstposten eines Generalleutnants zu dem eines Generalmajors heruntergestuft. Am 9. September 2011 hat er das Kommando der Einsatztruppe KFOR im Kosovo an seinen Nachfolger Erhard Drews, bislang Kommandeur der Division Luftbewegliche Operationen, übergeben.
Bis zum 4. Juni 2013 war Erhard Bühler Kommandeur der 10. Panzerdivision in Sigmaringen. Diesen Posten gab er an Johann Langenegger ab. Bühler selbst wechselte zum Joint Warfare Centre der NATO nach Norwegen. Zum 1. Oktober 2014 wurde er Abteilungsleiter der Abteilung Planung im Bundesministerium der Verteidigung. In dieser Funktion trieb er die Zusammenarbeit der Bundeswehr mit anderen europäischen Armeen wesentlich voran. Zudem ist er als Vertreter des Bundesverteidigungsministeriums Mitglied im Präsidium der Deutschen Gesellschaft für Wehrtechnik (DWT).
Bühler galt 2017 als aussichtsreichster Kandidat für die Leitung des EU-Militärausschusses als Nachfolger des griechischen Generals Mikhail Kostarakos. Das wurde durch Frankreich verhindert, das überraschend und entgegen vorherigen Absprachen mit General Denis Mercier einen eigenen Kandidaten präsentierte. Da sich Deutschland und Frankreich gegenseitig blockierten, wurde der italienische Generalstabschef Claudio Graziano am 7. November 2017 gewählt.
Bühler sollte zum 1. Februar 2019 Commander des Allied Joint Forces Command der NATO in Brunssum (Niederlande) werden, die Kommandoübergabe wurde jedoch bis zum Abschluss des Untersuchungsausschusses des Deutschen Bundestages ausgesetzt, der bisherige italienische Kommandeur behielt solange das Kommando. Zum 31. Mai 2019 trat er den Dienstposten schlussendlich an. Damit einher ging die zeitweilige Ernennung zum General für die Dauer seiner Tätigkeit in Brunssum.
Am 22. April 2020 übergab der NATO Supreme Allied Commander Europe (SACEUR), General Tod D. Wolters (U.S. Air Force) das Kommando wegen der aktuellen COVID-19-Pandemie im Rahmen einer Videokonferenz an den Nachfolger General Jörg Vollmer.
Am 26. Mai 2020 wurde Bühler nach 44 Dienstjahren als Generalleutnant in den Ruhestand versetzt. Am 6. September 2022 hat das Bundesverwaltungsgericht in einer Pressemitteilung bekanntgegeben, dass der 1. Wehrdienstsenat Bühlers Rückversetzung vor dem Ruhestand auf einen Posten als Generalleutnant als rechtswidrig festgestellt hat.

### Kontroverse um Auftragsvergabe
Das Nachrichtenmagazin Der Spiegel veröffentlichte im Dezember 2018 und Januar 2019 Artikel, die sich mit einer Auftragsvergabe von der von Bühler geleiteten Abteilung Planung auseinandersetzten. So wurden ab Ende 2017 Verträge mit der Beratungsfirma Accenture ausgehandelt, mit dessen Geschäftsführer Timo Noetzel Bühler bekannt ist. Noetzel verneinte eine Freundschaft mit Bühler, gab jedoch an, eine Freundschaft zu der damaligen Staatssekretärin Suder und ihrer Familie zu pflegen.
Das Bundesministerium der Verteidigung stellte in einem internen Bericht einen Verstoß gegen das Vergaberecht fest, bestritt jedoch, dass der Vertrag nur wegen der freundschaftlichen Beziehung zustande gekommen sei. Näheres zu seiner Rolle bei der Vergabe und seinen persönlichen Beziehungen beleuchtet ein Untersuchungsausschuss des Verteidigungsausschusses zur so genannten Berateraffäre.

### Leistungen im Kosovo und Nachwirkungen

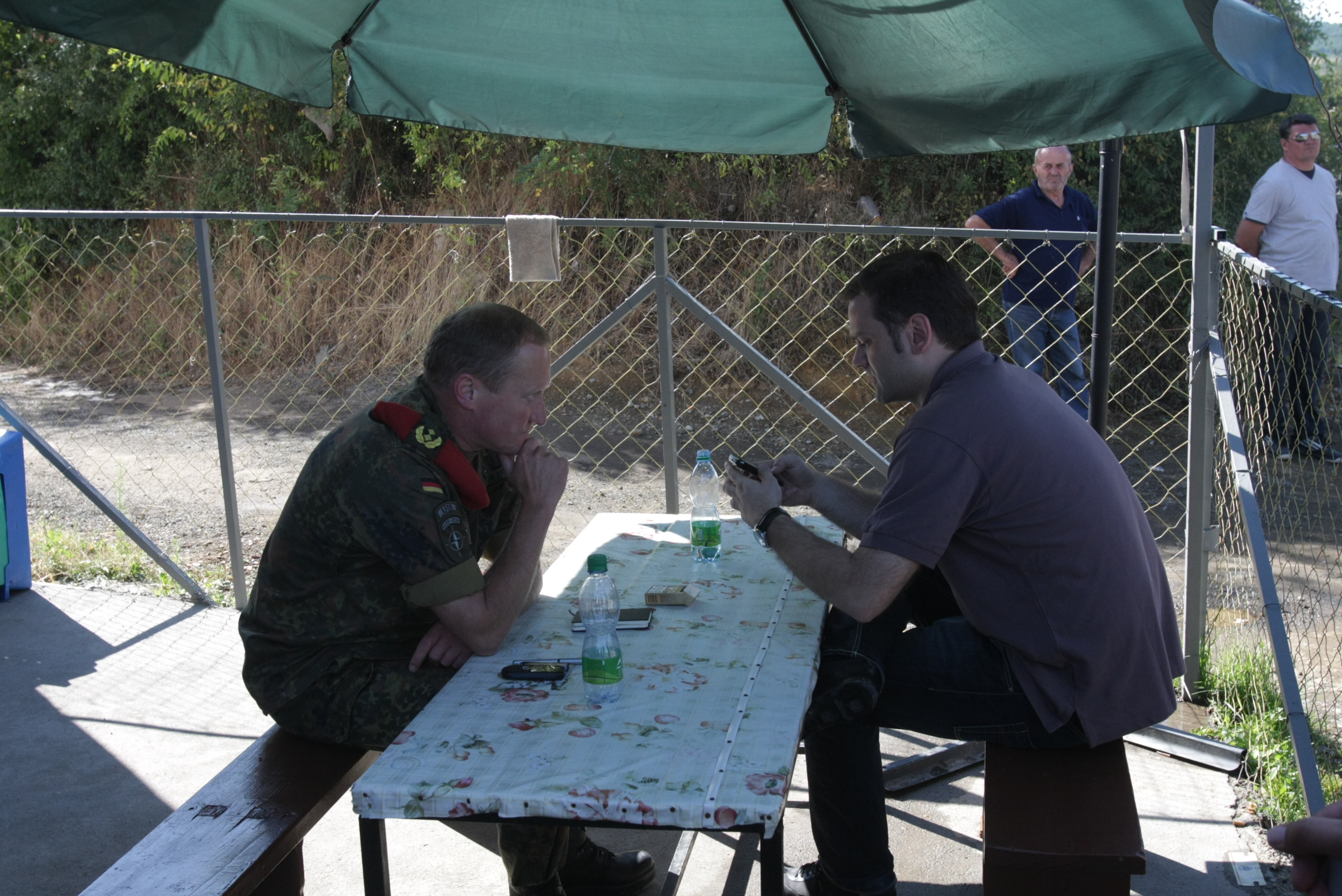
General Bühler bei einem Treffen mit dem serbischen Unterhändler Borko Stefanović, Sommer 2011

Während der Zeit, in der Bühler den Befehl über die NATO-Truppen in Kosovo übernommen hatte, kam es im Juli 2011 zu Unruhen in Kosovo.
Bühler stand vor der Entscheidung, militärisch zu intervenieren und notfalls mit Waffengewalt die Blockaden zu räumen, um so die vom UN-Sicherheitsrat geforderte Bewegungsfreiheit im Land zu gewährleisten. Auf dieses gewaltsame Durchgreifen verzichtete General Bühler. Stattdessen setzte er auf Verhandlungen vor Ort, insbesondere mit der serbischen Seite.
Den Durchbruch brachte eine von General Bühler am 3. August 2011 im KFOR-Lager „Nothing Hill“ ausgehandelte Einigung mit dem für Kosovo zuständigen serbischen Minister, Goran Bogdanovic, sowie dem serbischen Unterhändler Borko Stefanović. Ziel war es, die Bewegungsfreiheit gemäß UN-Resolution 1244 zu garantieren.
Die Einigung, welche auch als „Nothing Hill Abkommen“ bezeichnet wird, brachte einen grundlegenden Wandel und hatte unmittelbare Folgewirkungen auf die weitere politische Entwicklung. Dieses Abkommen regelt erstmals die Normalisierung des Verhältnisses beider Länder.

## Sonstiges
Bühler war 2011 einer der ersten hochrangigen Vertreter des Verteidigungsressorts, die sich öffentlich in einer Diskussion im Web 2.0 äußerten.
Er gibt seit dem Beginn des russischen Überfalls auf die Ukraine am 24. Februar 2022 im MDR-Podcast Was tun, Herr General? im Gespräch mit dem MDR-Redakteur Tim Deisinger ein- bis zweimal wöchentlich Einschätzungen der militärischen Lage und zu Folgen des Überfalls.
Stand 11. Juli 2025 gab es 276 Podcast-Folgen.